# The Adecco Group
Cet article possède un paronyme, voir ADECO.
The Adecco Group est un groupe suisse dont le siège est basé à Zurich. Il est spécialisé dans le secteur des ressources humaines, dont l'interim. Il figure sur la liste des 500 plus grandes sociétés mondiales du magazine Forbes. L'entreprise a fait l'objet de deux poursuites judiciaires pour des faits de discrimination raciale qui auraient eu lieu entre 1997 et 2001.

## Histoire
En 1957, Henri Lavanchy créait Adia à Lausanne (Suisse). En 1964, Philippe Foriel-Destezet, créait à Lyon la société Interecco qui très vite devient Ecco et prend la tête du marché français en 1984,. En 1996 les deux leaders Ecco et Adia fusionnent et le groupe prend le nom d'Adecco. En 1997, Adecco SA fait l’acquisition de TAD Resources International, une société de placement temporaire basée à Cambridge, dans le Massachusetts, pour 387,5 millions de dollars,. S’enchaînent alors plusieurs acquisitions dont Olsten Staffing (numéro 1 du recrutement aux USA) en 2000.
Philippe Foriel-Destezet construit sa fortune en participant à la création d’Adecco, un succès s’appuyant sur des montages offshore. Ciblé dans les Panama Papers, Philippe Foriel-Destezet était actionnaire de plusieurs sociétés au Panama et aux Iles Vierges. Son épouse est, selon Libération, passée maîtresse dans l’art de l’optimisation fiscale.
En janvier 2004, le groupe révèle la découverte dans ses comptes d'irrégularités l'obligeant à repousser sine die la publication de ses résultats financiers. Si cette annonce a provoqué une chute de 48 % de son cours de bourse, il s'est avéré en fait qu'aucune irrégularité n'avait été commise et toutes les actions engagées par les autorités boursières ont donné lieu à un non-lieu complet.
En 2005, Adecco acquiert Altedia, cabinet de conseil en ressources humaines,,. En 2006, Adecco lance une offre publique d'achat sur DIS AG, un concurrent allemand. Le 11 septembre 2008, Klaus J. Jacobs, cofondateur du groupe Adecco décédé. Puis, en 2010, il acquiert le groupe MPS aux États-Unis et s'implante en Chine. Le groupe Adecco annonce la création de la coentreprise FESCO Adecco à Shanghai avec la société chinoise de services RH Fesco. En 2011, Adecco acquiert DBM et en 2012 VSN au Japon.
Le 4 janvier 2012, Henri-Ferdinand Lavanchy, le fondateur d'Adia Interim, décède.
En 2014, le groupe Jacobs cède sa participation.
Le 11 mars 2015, le groupe Adecco fait l’acquisition Knightsbridge Human Capital Solutions, une société canadienne,. Le 1er septembre, Alain Dehaze succède à Patrick De Maeseneire en tant que PDG du groupe Adecco,.
En mai 2016, le groupe finalise l'acquisition du britannique Penna Consulting Plc,, dont certaines activités seront regroupées avec Lee Hecht Harrison en Grande Bretagne,.
En avril 2018, Adecco acquiert General Assembly, entreprise spécialisée dans la formation notamment en informatique, pour 412,5 millions de dollars.
En 2019, le groupe annonce la cession de Soliant Health aux États-Unis à Olympus Partners pour un montant de 612 millions de dollars (551 millions d'euros).
En avril 2020, Jean-Christophe Deslarzes est nommé président du conseil d'administration, et en mai 2020,.
En juillet 2021, The Adecco Group annonce l'acquisition d'Akka Technologies pour 2 milliards d'euros,,. Cette acquisition s’inscrit dans la stratégie de The Adecco Group visant à accroître sa présence dans le secteur de la recherche et du développement (R&D),,,.
En septembre 2021, Adecco annonce l'acquisition de la plateforme française Qapa,,,.
En 2022, Adecco est victime d'un hacking qui touche 70 000 intérimaires. Ceux-ci se sont vus prélever des sommes sur leur compte bancaire. Le stagiaire d'Adecco à l'origine du piratage, ainsi que ses complices ont été arrêtés par la police française en mai 2025.
En mai 2022, Adecco annonce la nomination de Denis Machuel en tant que CEO de The Adecco Group et le départ de Alain Dehaze au 1er juillet 2022. La même année, Adecco annonce la fusion de AKKA et de Modis pour créer Akkodis, un spécialiste dans l’ingénierie et de l’IT et un leader dans la smart industry,,,.
En juin 2023, Adecco présente le C.V. maker, qui permet aux candidats de créer un C.V. en quelques minutes grâce à l'IA générative. L'application a généré 9 000 C.V. en moins de deux mois depuis sa création.
En octobre 2023, The Adecco Group et Microsoft concluent un accord sur l’utilisation professionnelle de l’IA générative,.
Le 16 juin 2025 s'ouvre à Lyon le procès du stagiaire qui a vendu ses identifiants à un groupe de hackers sur le darknet. Le procès dure deux semaines, rassemble 72 000 victimes et 2 400 parties civiles. Sur le banc des accusés 14 hommes sont poursuivis de 22 chefs d'accusation.

## Activité
The Adecco Group est le leader mondial de l'intérim, du recrutement et des ressources humaines,,.
L'entreprise est le recruteur officiel du Tour de France depuis 2018 avec un contrat courant jusqu'en 2020.
The Adecco Group est présent dans plus de 60 pays et compte, en 2022, plus de 37 000 collaborateurs.

## Filiales

Logo d'Adecco, filiale de The Adecco Group.

The Adecco Group compte trois filiales :
- Adecco, un réseau d’agences d’emploi auquel est notamment intégré le réseau de travail temporaire inclusif Humando ;
- Akkodis[68],[69], spécialisé dans le conseil en ingénierie et les services numériques. Akkodis est le résultat de la fusion, en 2022, entre la société franco-belge Akka Technologies et Modis ;
- LHH[70],[71], spécialisé dans le recrutement et la transition de carrière à destination des cadres et dirigeants[72]. L’entité dispose d’un réseau de consultants RH[73]. LHH compte plusieurs expertises comme LHH Advisory, LHH Career Transition & Mobility, LHH Learning & Development et LHH Recruitment Solutions[74].

## Actionnaires
Liste des principaux actionnaires au 19 février 2022 :
| Nom                                             | %       |
| ----------------------------------------------- | ------- |
| Silchester International Investors (en)         | 10,12 % |
| succession de Philippe Foriel-Destezet          | 3,791 % |
| UBS Asset Management Switzerland                | 3,335 % |
| Norges Bank Investment Management               | 2,659 % |
| The Vanguard Group                              | 3,311 % |
| Capital Research & Management (World Investors) | 3,331 % |
| Vontobel Asset Management                       | 1,75 %  |

## Partenariats
Dans le milieu sportif, Adecco et le Comité International Olympique (CIO) sont en partenariat dans le cadre du programme Athlete365 Career+, permettant aux athlètes d’être accompagnés dans leur reconversion professionnelle après le sport. En France, Adecco multiplie les partenariats avec le Tour de France, Roland-Garros, Paris-Nice, les 24 Heures du Mans, etc,.
En 2024; Adecco devient également partenaire du club de football, Paris FC et du club de rugby, RC Toulon,.

## Condamnations pour discrimination

### En Belgique
En 2001, un employé transmet anonymement des documents internes et dénonce le fait de devoir encoder des fiches de postes vacants avec la mention BBB, pour « Blanc Bleu Belge » (race de viande bovine), quand certaines entreprises demandent à la société de ne pas envoyer de personnes étrangères dans le cadre de certaines missions. Le parquet lance dans la foulée une instruction pour discrimination à l’embauche, à la suite d'une plainte du Centre pour l’égalité des chances. Grâce aux perquisitions opérées en 2001 auprès du siège d’Adecco, la justice découvre qu’au moins une centaine d’entreprises ont demandé à celle-ci des travailleurs « bien de chez nous »[réf. nécessaire].
Le 31 mai 2011, le tribunal de première instance de Bruxelles a donné gain de cause à la FGTB, à SOS Racisme et Kifkif et condamne la société d'intérim Adecco à payer 25 000 euros à SOS Racisme, ainsi qu’un euro symbolique à titre de dommages et intérêts aux deux autres associations pour pratiques illégales de discrimination à l'embauche. Cette condamnation est confirmée en 2015.

### En France

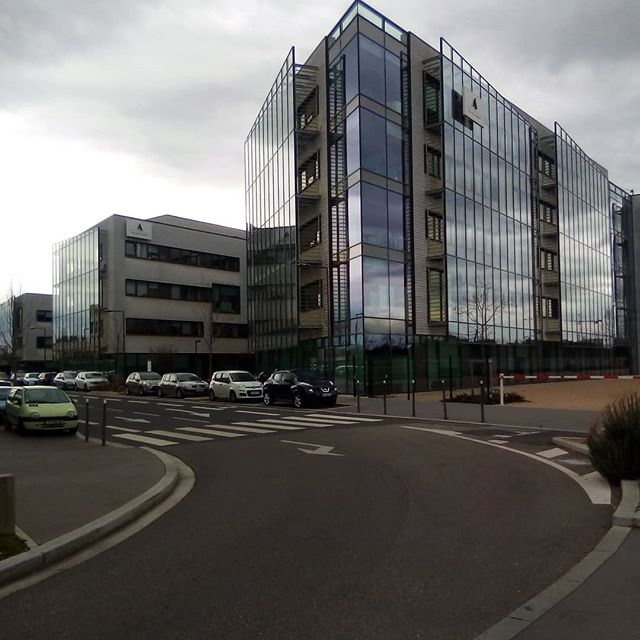
Siège d'Adecco France à Villeurbanne.

En juillet 2007, en appel, Adecco et L'Oréal sont condamnées à 30 000 € d'amende et à payer solidairement 30 000 € à SOS racisme pour discrimination à la suite de leur refus de recruter des jeunes femmes d'origine africaine, arabe ou asiatique. En 2009, la Cour de cassation a confirmé la condamnation pénale en 2011,, mais a cassé les dommages et intérêts dus aux parties civiles.
En 2011, la Cour d'appel de Paris a estimé SOS Racisme recevable en tant que partie civile, et a condamné Adecco et Garnier (groupe L'Oréal) à 30 000 € de dommages et intérêts.
Le 28 septembre 2023, s'ouvre un procès contre Adecco et deux anciens directeurs de l’agence Paris-Montparnasse pour « fichage à caractère racial » et discrimination à l’embauche, les faits remontant à la période entre 1997 et 2001,. Une ordonnance de non-lieu rendue en 2017 a été invalidée par la chambre de l’instruction. Deux anciens directeurs d'agence et l'entreprise Adecco France sont appelés à comparaitre pour une nouvelle audience dès le 11 janvier 2024,. Les prévenus nient les faits, mais les parties civiles demandent plus d’un million d’euros d’amende. Pour le parquet, qui requiert 50 000 € d’amende et trois mois avec sursis, l’infraction est établie mais la décision est mise en délibéré au 13 mars.
Condamnée le 13 mars 2024, l'entreprise est sanctionnée d’une amende de 50 000 euros, conformément aux réquisitions du parquet.

### Documentaires
- « PR4 : code de fichage racial ? », sur France Culture, 29 janvier 2024 (consulté le 3 février 2024)